# Герб Украины
Герб Украи́ны (укр. Герб України) — один из трёх официальных символов государства, наряду с флагом и гимном. Состоит из малого и большого гербов. В настоящее время используется только малый герб, утверждённый 19 февраля 1992 года.
Центральной геральдической фигурой обоих гербов является Тризуб (трезубец) князя Владимира (см. Знаки Рюриковичей). Кроме того, элементами большого герба должны быть также казак с мушкетом (символ Войска Запорожского) и коронованный лев (герб Галицкой Руси).

## Описание
Согласно статье 20 Конституции Украины:

Государственными символами Украины являются Государственный Флаг Украины, Государственный Герб Украины и Государственный Гимн Украины.
Государственный Флаг Украины — стяг из двух равновеликих горизонтальных полос синего и жёлтого цветов.
Большой Государственный Герб Украины устанавливается с учётом малого Государственного Герба Украины и герба Войска Запорожского законом, принимаемым не менее чем двумя третями от конституционного состава Верховной Рады Украины.

Главным элементом большого Государственного Герба Украины является Знак Княжеской Державы Владимира Великого (малый Государственный Герб Украины).
В качестве малого герба Украины изображение трезубца было утверждено постановлением Верховной Рады Украины «О Государственном гербе Украины» от 19 февраля 1992 года N 2137-XII.
- Знак Владимира Великого
- Малый герб Украины
- Чёрно-белая версия герба
- Подробная схема построения трезубца
- Схема построения щита

Вопрос большого герба пока так и не решён. Конкурсы на разработку большого герба проводились в 1991, 1996, 2007 и 2020 годах. В конкурсе 2020 года победителем стал Алексей Кохан, который является соавтором малого Государственного герба Украины. Председатель жюри заявил: «Эта работа уже была представлена ещё в 1997 году, и тогда даже шла на победу, но по разным причинам тот конкурс закончился ничем. Кохан подал работу без изменений. И среди всех она выглядела лучше».
По словам министра юстиции Дениса Малюськи, далее будет подготовлено техническое описание и юридические нюансы использования проекта большого Государственного герба. После этого наработки передадут от Кабмина в Верховную Раду, где народные депутаты зарегистрируют соответствующий законопроект.

## История

### Киевская Русь
Существует несколько теорий о происхождении знака Владимира Великого, который сейчас называют тризубом. Самая распространённая из них — это стилизованное изображение сокола-Рарога, падающего на добычу — фамильный знак князей Рюриковичей. Знаки Рюриковичей не являлись «средневековыми европейскими гербами», хотя бы потому, что средневековая геральдика возникла в Европе не ранее XII века. Однако геральдика существовала и до средневековой Европы — с глубокой древности известны геральдические знаки правителей, богов, отдельных родов (например, тюркская тамга); религиозные знаки, которые входили в состав гербов. Подобные знаки наносились на стены крепостей, изображались на монетах, амулетах, перстнях и других предметах.
Эмблему Рюриковичей некоторые исследователи (С. А. Гедеонов, О. М. Рапов, А. Г. Кузьмин, В. И. Меркулов) трактуют как схематическое изображение сокола, падающего на добычу. При этом другие видят в ней изображение скипетра, якоря, трезубца или вил. Стилизованным вариантом этого изображения является нынешний герб Украины. В подкрепление балтославянской этимологии приводятся археологические находки времён первых Рюриковичей с изображением сокола или ворона. Версия происхождения от символа во́рона на боевом знамени базируется на том, что, по свидетельству множества источников, данный тотемный символ на флагах во время походов использовали все знатные викинги, вероятно и Рюрики. Также схематическое изображение Ворона Одина на английских монетах датского конунга Анлафа Гутфритссона (939—941) многие находят схематически сходным с родовым знаком Рюриков.
Наиболее известными дошедшими до нас знаками-печатями явились родовые знаки Рюриковичей, которые представляли собою трезубцы и двузубцы, стилизованные в зависимости от принадлежности каждому члену рода. Со временем знак, представляющий владельца, перешел на изображение печати, стал употребляться в дипломатической и торговой практике, выступая своего рода аналогом верительной грамоты. Древнейшей из таких печатей можно считать печать (на ней изображён двузубец) Святослава Игоревича (умер в 972 году).
С раздроблением Руси на самостоятельные княжества начинается следующий этап в развитии государственной символики. На смену прежним родовым знакам приходят территориально-династические гербы.
В гербе наследников Даниила Романовича Галицкого (1201—1264 гг.), много сделавшего для восстановления единства Галицко-Волынского княжества, утвердилось изображение льва, взбирающегося на скалу. Свидетельство тому — печать 1316 года галицко-владимирских князей Андрея и Льва II. По мнению некоторых исследователей, печать эта от Льва Данииловича, именем которого назвали построенный при его отце город Львов. Изображение Льва стало территориально-династическим знаком Галицко-Волынского княжества. Центр этого княжества находился во Львове. На печати другого сильного князя Юрия Львовича «короля Руси и князя Владимирского» изображен всадник (знаменосец — герб Волыни) со щитом, на котором «вздыбленый» лев (герб Галиции).

### Войско Запорожское
Дальнейшее становление украинской символики приходится на XVI—XVII века — время консолидации украинских земель и освободительной войны против шляхетской Польши. В ходе её в XVI веке образовался национальный политический центр со своей военной структурой — Запорожской Сечью.
«Летопись Григория Грабянки», автор которой — «казацкий летописец», — рассказывает, что в 1575 году польский король Стефан Баторий в числе различных клейнодов — войсковых знаков отличия в казачьих войсках — прислал казакам особую печать в знак признания мужества казаков, проявленного, в частности, в сражениях с татарами. На этой печати был изображен казак с мушкетом, вошедший в историю под названием «рыцарь-казак с самопалом». Наиболее известная из древнейших печатей-клейнодов относится к 1595 году и принадлежит гетману Лободе. Начиная со времени Гаврила Крутневича (1603 года) казак на ней изображался идущим, в полупрофиль, с саблею на боку и с мушкетом. Этот символ в 1622 году в поэтических строках на смерть гетмана Петра Конашевича-Сагайдачного впервые назван «гербом низового Войска Запорожского».
На гетманских печатях Богдана Хмельницкого — предводителя освободительной войны украинского народа в 1648—1654 годах — также изображался казак с мушкетом. На какое-то время символ становится отличительным знаком Украины. С 1758 года его именуют «национальным гербом». На изданных тогда картах Украины помещался именно «казак с мушкетом».
Правда, в этот же период существовали и другие символы. Сохранились печати Киевского магистрата XVI века, на которых изображён арбалет или лук со стрелой.

### Переход Войска Запорожского в подданство Русского царства
После подписания Переяславского договора между Русским царством и Войском Запорожским, существовавшие украинские символы, в частности казак с мушкетом и знак якорь-крест, который присутствовал в гербах Богдана Хмельницкого и Ивана Мазепы постепенно исчезают, их заменяют на общероссийские. Составной частью гербов некоторых губерний Украины становится российский герб — двуглавый орёл.
- Всадник с флагом, на котором изображен крест, и щитом с изображением льва на печати Юрия Львовича
- Герб Галицкой Руси (фрагмент печати Владислава Опольчика, 1378 год)
- Геральдический знак «якорь-крест» на монете Киевского князя Владимира Ольгердовича. Годы чеканки: 1388-1392
- Самая старая из известных печатей Войска Запорожского. 1595 г.
- Печать гетмана Богдана Хмельницкого. 1648 г.
- Печать киевского магистрата. 1698 г.
- Герб Украинского полка с 1776 по 1783
- Проект герба Малороссии времён II Малороссийской коллегии
- Печать Национального правительства (Январское восстание). В нижней части герба —  Архангел Михаил  как символ Рутении[8] (Волыни, Подолья и Украины)

### Герб Украинской Народной Республики
После февральской революции в России вопрос о цветах украинского флага был решён довольно быстро. С гербом Украинской Народной Республики дело обстояло сложнее. В двух крупных массовых манифестациях, состоявшихся в марте 1917 года в Киеве, можно было видеть несколько гербов, которые участники шествий пытались представить в качестве символа Украины: жёлтый лев на голубом фоне, комбинированный герб со львом и архангелом Михаилом, казак с мушкетом, золотой одноглавый орёл на синем фоне и даже полумесяц со звёздами и крестом над ним.
В связи с этим председатель Центральной рады, крупнейший украинский историк М. С. Грушевский, выступил 16 сентября 1917 года со специальной статьёй в газете «Народная воля». Он отметил прежде всего, что постоянного герба Украина никогда не имела. К числу символов, способных выступить в этой роли, наиболее подходящими он выделял Тризуб времён Киевской Руси, лук или арбалет, известный по киевским печатям XVII—XVIII века, и казака с мушкетом, изображавшегося на печатях Войска Запорожского.
В декабре 1917 года утверждается образец первого государственного кредитного билета. В его официальном описании сказано: «сетка передней части билета… состоит из волнистых линий; и в ней находятся белые отпечатки Владимирского знака». Так, де-факто, изображение трезубца впервые вошло в официальные документы Украинской республики.
А 18 января 1918 года был принят проект военно-морского флага Украины, на синей полосе которого помещался золотого цвета Тризуб с крестом, расположенным на верхней средней его части. Так Тризуб, не будучи утверждён как государственный герб, вторично появился как официальный символ, что и решило всё. После этого, 12 февраля (25 февраля по новому стилю) 1918 года Совет Министров принял решение внести в Раду закон об утверждении государственным гербом Украины «принятого Морским флотом герба Владимира Великого (без креста)». И 1 марта того же года в городе Коростене Рада утвердила этот герб (в Коростене, так как в Киеве была установлена Советская власть).
В 2006 году на вокзале Коростеня (где в штабном вагоне правительственного поезда УНР и был утверждён герб) установлен памятный монумент.
- Проект герба УНР на монете Банка Украины 2003 г.
- Проекты герба УНР, предложенные М. Грушевским. 1917
- Большой герб Украинской Народной Республики
- Малый герб Украинской Народной Республики
- Официальное изображение герба УНР. 12 февраля 1918 г.
- Большая государственная печать УНР
- Малая государственная печать УНР
- Проект малого герба УНР авторства Николая Битинского[укр.], 1939
- Проект среднего герба УНР авторства Николая Битинского, 1939
- Проект большого герба УНР авторства Николая Битинского, 1939
- Проект «соборного» герба УНР, разработанный Н. Битинским в 1939 г. по заказу Правительства УНР в изгнании

### Герб Украинского Государства 1918 года
Герб Украинского Государства (укр. Українська Держава) 1918 года представлял собой изображение золотого запорожского казака на синем поле. Украинский «тризуб» располагался сверху щита в качестве нашлемника. Проект был разработан Г. Нарбутом, но окончательно утверждён не был. В качестве печати сначала использовалась печать УНР, но с надписью «УКРАИНСКАЯ ДЕРЖАВА» (укр. «УКРАЇНСЬКА ДЕРЖАВА») вместо «УКРАИНСКАЯ НАРОДНАЯ РЕСПУБЛИКА» (укр. «УКРАЇНСЬКА НАРОДНЯ РЕСПУБЛІКА»). 18 июля была утверждена новая печать на основе проекта герба Нарбута, с надписью «УКРАИНСКАЯ ДЕРЖАВА» (укр. «УКРАЇНСЬКА ДЕРЖАВА»).
- Первый вариант печати Украинского Государства на основе печати УНР
- Герб Украинского Государства, утверждён не был
- Государственная печать, утверждена 18 июля 1918

### Герб Западно-Украинской Народной Республики
В соответствии с Временным основным законом о государственной самостоятельности украинских земель бывшей австро-венгерской монархии от 13 ноября 1918 года, герб ЗУНР — золотой лев на синем поле, обращённый в свою правую сторону.
- Версия герба ЗУНР, которая использовалась правительством ЗУНР в изгнании (1920—1923)
- Герб Западно-Украинской Народной Республики в представлении художника

### Герб Подкарпатской Руси — Карпатской Украины
В автономной Подкарпатской Руси (которая позже была переименована в Карпатскую Украину) использовался герб Подкарпатской Руси (как одной из земель Чехословацкой Республики), который был утверждён 30 марта 1920 года и представлял собой французский геральдический щит, разделённый по вертикали на две равные части; правая геральдическая сторона щит делится по горизонтали на семь равных полос с чередованием синего и золотого (жёлтого) цветов, из которых первая полоса — синяя, вторая — золотая; в левой части щита на серебряном (белом) поле — изображение красного медведя, стоящего на задних лапах и смотрящего вправо. 
- Герб автономной Подкарпатской Руси — Карпатской Украины

### Герб Украинской Советской Социалистической Республики
В Конституции УССР, утверждённой Всеукраинским съездом Советов 10 марта 1919 года и принятой в окончательной редакции ЦИК 14 марта 1919 года, герб описывался в статье 34:

Герб У. С. С. Р. состоит из изображения на красном щите, в лучах солнца, золотых серпа и молота, окружённых венцом из колосьев и с надписью на русском и украинском языках:
1) У. С. С. Р.
2) Пролетарии всех стран, соединяйтесь!
По Конституции 1929 года (статья 80) герб не претерпел существенных изменений. В верхней части красного щита была добавлена аббревиатура «У. С. Р. Р.» (Українська Соціалістична Радянська Республіка).
«Сталинская» Конституция 1937 года незначительно изменила герб УССР. На гербе появилась аббревиатура «УРСР» над серпом и молотом, несколько изменился рисунок: стало больше солнечных лучей.
Летом 1947 года в ЦК КП(б)У обсуждался вопрос о приведении герба УССР к единому в СССР стандарту: в верхнюю часть решили добавить звезду, поменять расположение надписей. Указом Президиума Верховного Совета УССР от 21 ноября 1949 года и законом, принятым Верховным Советом УССР 5 июля 1950 года, в верхней части герба УССР была добавлена красная пятиконечная звезда, вместо девиза внизу герба стало помещаться наименование республики на украинском языке, а девиз на украинском и русском языках перенесён на боковые витки красной ленты.
- Вариант герба Украинской ССР 1920 (1918?) г.
- Герб УССР (У.С.С.Р. – на русском) 1919–1929 гг.
- Герб УССР (У.С.Р.Р. – на украинском) 1919–1929 гг.
- Герб УССР (У.С.Р.Р. – на украинском) 1929–1937 гг.
- Герб УССР (У.Р.С.Р. – на украинском) 1937–1949 гг.
- Герб УССР 1950–1992 гг.
- Герб УССР на здании Харьковского горсовета
- Герб УССР с официальным описанием

Постановлением Верховной Рады Украины «О Государственном гербе Украины» от 19 февраля 1992 года N 2137-XII «Тризуб» утверждён в качестве герба Украины. Он используется как малый герб Украины и считается главным элементом будущего большого герба, который тогда ещё не был принят.

## Большой герб Украины
Большой государственный герб Украины (укр. Великий державний герб України) — официальный символ государства Украина, предусмотренный статьёй 20 Конституции Украины.
В 1996 году было предложение по созданию большого герба Украины Александром Ивахненко, доцентом кафедры живописи Национальной академии изобразительных искусств и архитектуры Украины. Хотя он так и не был принят в качестве официального, его всё же иногда изображают, например, большой герб находится на панно в Мариинском дворце в Киеве, официальной резиденции президента Украины.
19 ноября 2020 года Организационный комитет по подготовке и проведению конкурса на лучший эскиз большого Государственного герба Украины объявил победителя и утвердил эскиз большого герба. Победителем стал художник Алексей Кохан, соавтор Малого герба. Об этом сообщил министр культуры и информационной политики Украины.
По инициативе президента Владимира Зеленского, Верховная Рада Украины на заседании 24 августа 2021 (в День Независимости) поддержала проект закона о большом гербе в первом чтении. Согласно проекту:
Государственный Герб Украины является государственным символом Украины, главным элементом которого является Знак Княжеского Государства Владимира Великого (малый Государственный Герб Украины) золотого цвета, расположенный на синем пятистороннем щите с округленными нижними боковыми углами с золотой каймой; над щитом – изображение великокняжеского венца (короны) Ярослава Мудрого и пурпурно-золотой палатки в виде растительного орнамента; щит держат: с левой   стороны – лев (герб Галицко-Волынского княжества), с правой – воин-казак с ружьем (герб Войска Запорожского); под щитом – лента из двух равновеликих горизонтальных полос синего и желтого цветов, под лентой – два золотых колосья пшеницы, переплетенные гроздью калины пурпурного цвета со стилизованными листьями пурпурно-золотого цвета. Изображения льва и воина-казака выполнены золотым цветом с пурпурными элементами.
- Проект большого герба Украины, 1996 год.
- Победитель конкурса эскизов большого государственного герба Украины 2007-2009 годов
- Проект большого герба Украины, 2021 год. Находится в кабинете Президента Украины[28].